# Momordica charantia
Momordica charantia, conocida popularmente como melón amargo, caigua amarga, cundeamor chino, ampalea o balsamina, también ampalayá, aplayá, o amargoso en el español filipino, es una especie de la familia Cucurbitaceae ampliamente cultivada en las regiones tropicales y subtropicales de Asia, África y el Caribe por su fruta comestible. 

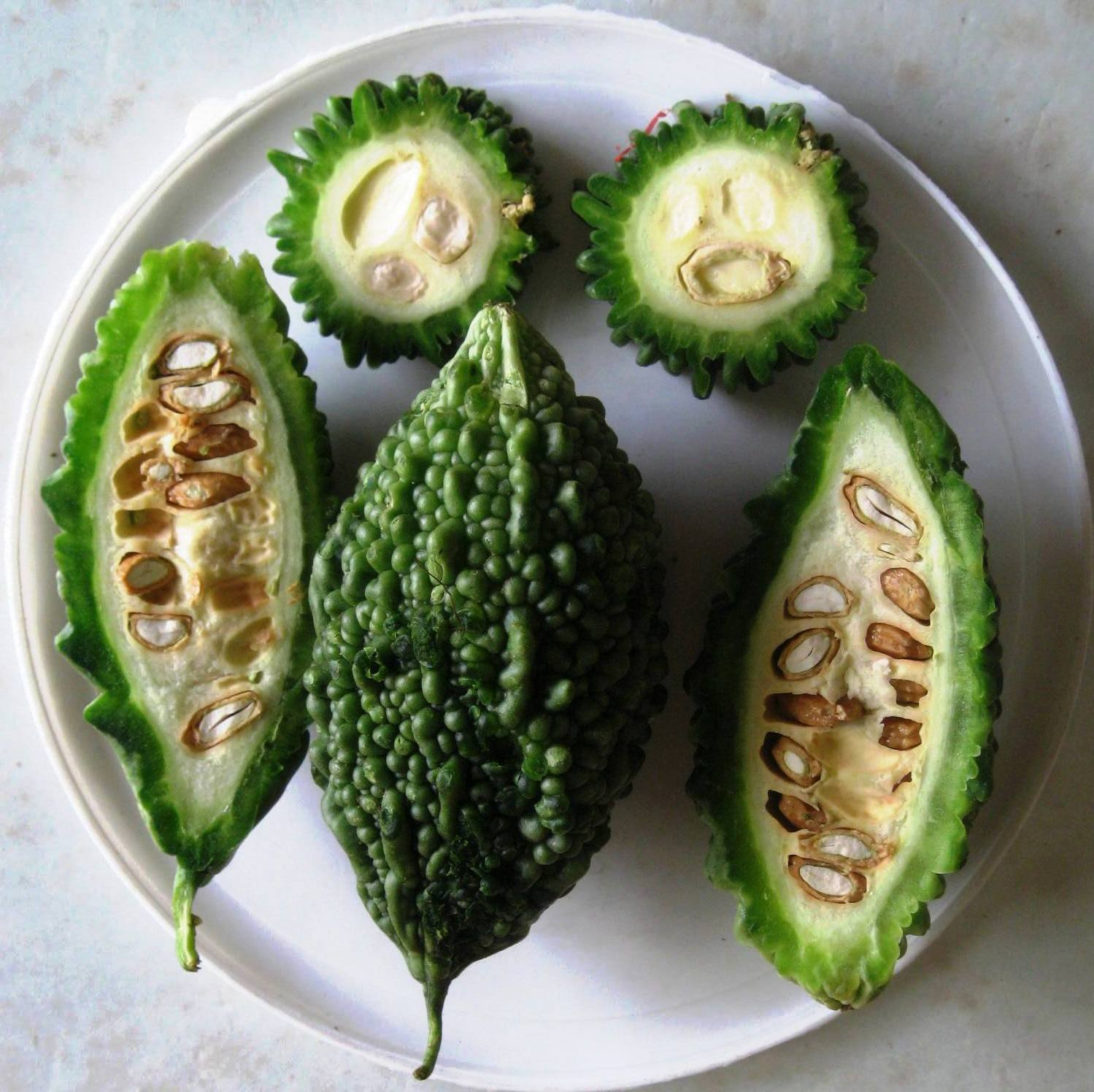
Una Momordica charantia completa con dos mitades y dos secciones transversales.

## Descripción
Planta herbácea anual, de hábito trepador muy ramificada, puede alcanzar hasta 5 m de longitud enrollando los zarcillos, que surgen de las axilas de las hojas cuando la planta ha desarrollado entre 4 a 6 hojas, en enrejados adecuados para el cultivo. Las hojas son alternas, simples, de 4 a 12 cm de diámetro, con 3 a 7 lóbulos bien definidos. Cada planta tiene flores femeninas y masculinas por separado (monoica). Son solitarias —las masculinas pueden ser agrupadas— con 5 sépalos y 5 amplios pétalos amarillos; las flores femeninas tienen ovario ínfero y 3 estigmas, las masculinas 3 estambres.
Es una especie de polinización cruzada, por lo que necesita polinizadores
El fruto, de forma oblonga, tiene una  peculiar superficie verrugosa. La pulpa, blanca y jugosa, forma una capa relativamente delgada alrededor de la cavidad central hueca, donde se encuentran las numerosas semillas planas; de color blanco las inmaduras y rojo brillante en la madurez, con arilos comestibles. 
El fruto se suele consumir verde o en la primera etapa de maduración cuando la pulpa tiene una textura crujiente y acuosa —bastante similar al pepino, o chayota— aunque con sabor amargo. Cuando está completamente madura la pulpa es de color anaranjado y de consistencia blanda.

## Variedades
Tiene una gran variedad de formas y tamaños. La típica variedad en China mide de 20 a 30 cm de largo, oblonga, con puntas romas y con un color verde pálido y ligeramente arqueados. La variedad más extendida en India son más estrechas, con finales picudos, superficie exterior dentada, y coloración verde o blanca. Entre estos dos extremos hay gran número de variedades. Algunas variedades presentan solo una longitud de seis a diez cm, que son servidas (en el sudeste de Asia y en India) cocidas e individualmente.
En los países centroamericanos, a esta planta se le conoce como "calaica".
En México específicamente en el golfo de México se le conoce como "chote"

## Usos

### Culinario
Los melones amargos son raramente mezclados con otras hortalizas debido a su sabor intenso, aunque este puede ser moderado salándolos y posteriormente lavándolos antes de su consumo.
Se utilizan en la cocina china por su sabor, típicamente en revueltos (frecuentemente con cerdo douchi), sopas, y también como tés herbales.
También es muy popular en la cocina india, donde suele ser preparada con patatas y servida con yogur para contrarrestar su amargor o en la preparación de "sabji". Los melones amargos forma parte de un plato muy popular en Andhra Pradesh fritos en aceite, para después ser rellenos de ingredientes picantes.
En Japón su uso no es mayoritario, pero es un ingrediente muy utilizado en la cocina popular de Okinawa, sobre todo con el chanpurū.
En Indonesia se prepara en diversos platos, como en revueltos, cocida en leche de coco, o ahumada.
En Vietnam, rodajas de melón amargo crudo suelen ser consumidas con hilos de carne secas o en sopa con gambas.
Se utiliza en varios platos populares en Filipinas, donde se la conoce como ampalaya, se suele freír con carne de vaca y salsa de ostras, o con huevos y dados de tomates. Un plato muy típico de la región de Ilocos en Filipinas, es el pinakbet, consistente en melones amargos, berenjenas, ocras, judías, judías de lima, y otras hortalizas regionales cocidas.
También forma parte de platos regionales de la cocina típica de Nepal y de Pakistán.
En el amazonas y otras regiones, los habitantes y los indígenas siembran la balsamina ( mormodica Charantia) en sus jardines y agregan los frutos y/o las hojas a las preparaciones de frijoles y a las sopas para darles un sabor amargo o agrio. A veces hierven primero las partes comestibles de la planta, con un poco de sal, para quitar en algún grado el sabor amargo.

### Medicinales
Se ha utilizado en la medicina tradicional china durante siglos, así como en medicina natural tradicional en todo el mundo.[cita requerida]

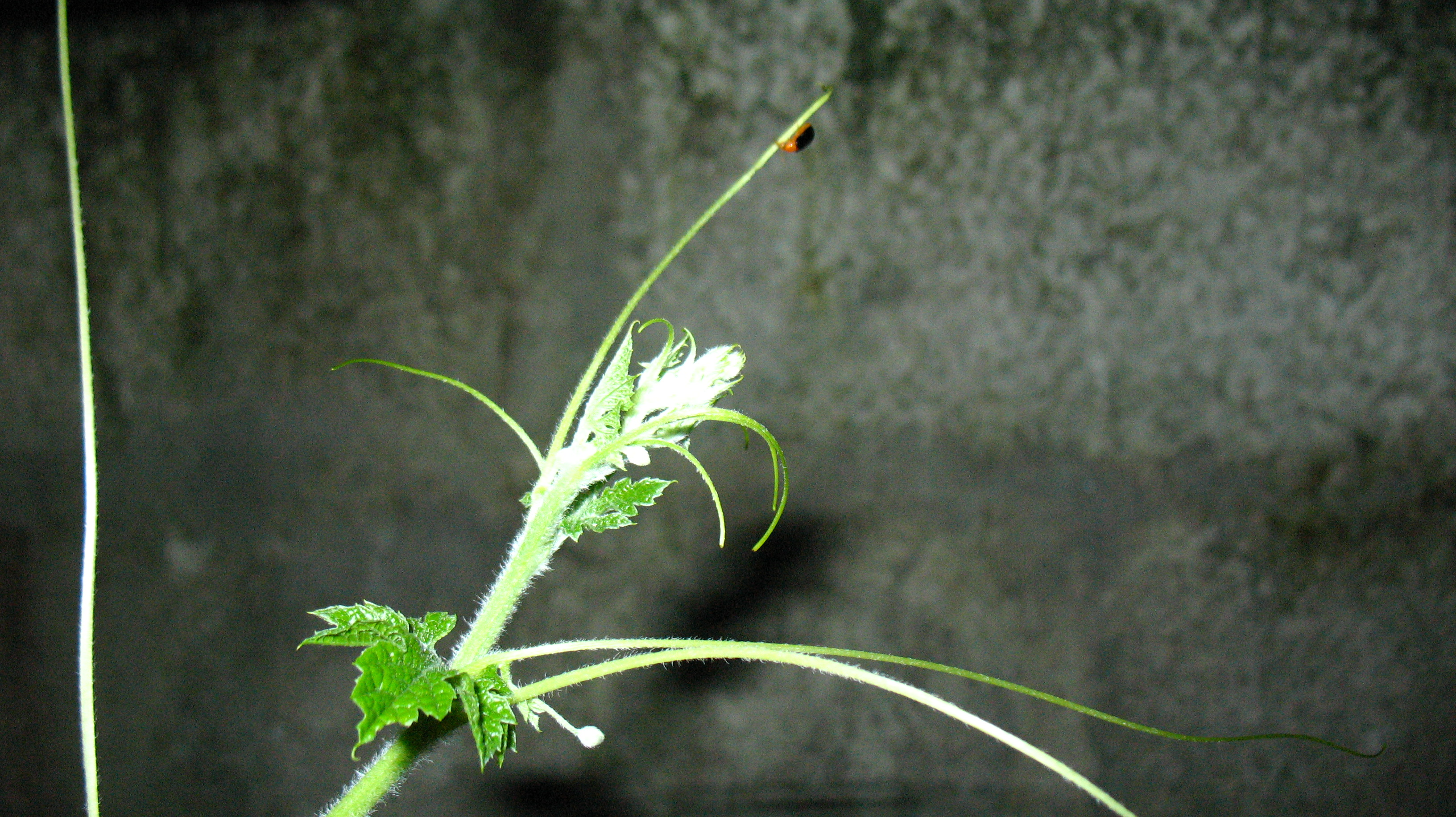
Tallo terminal con zarcillos.
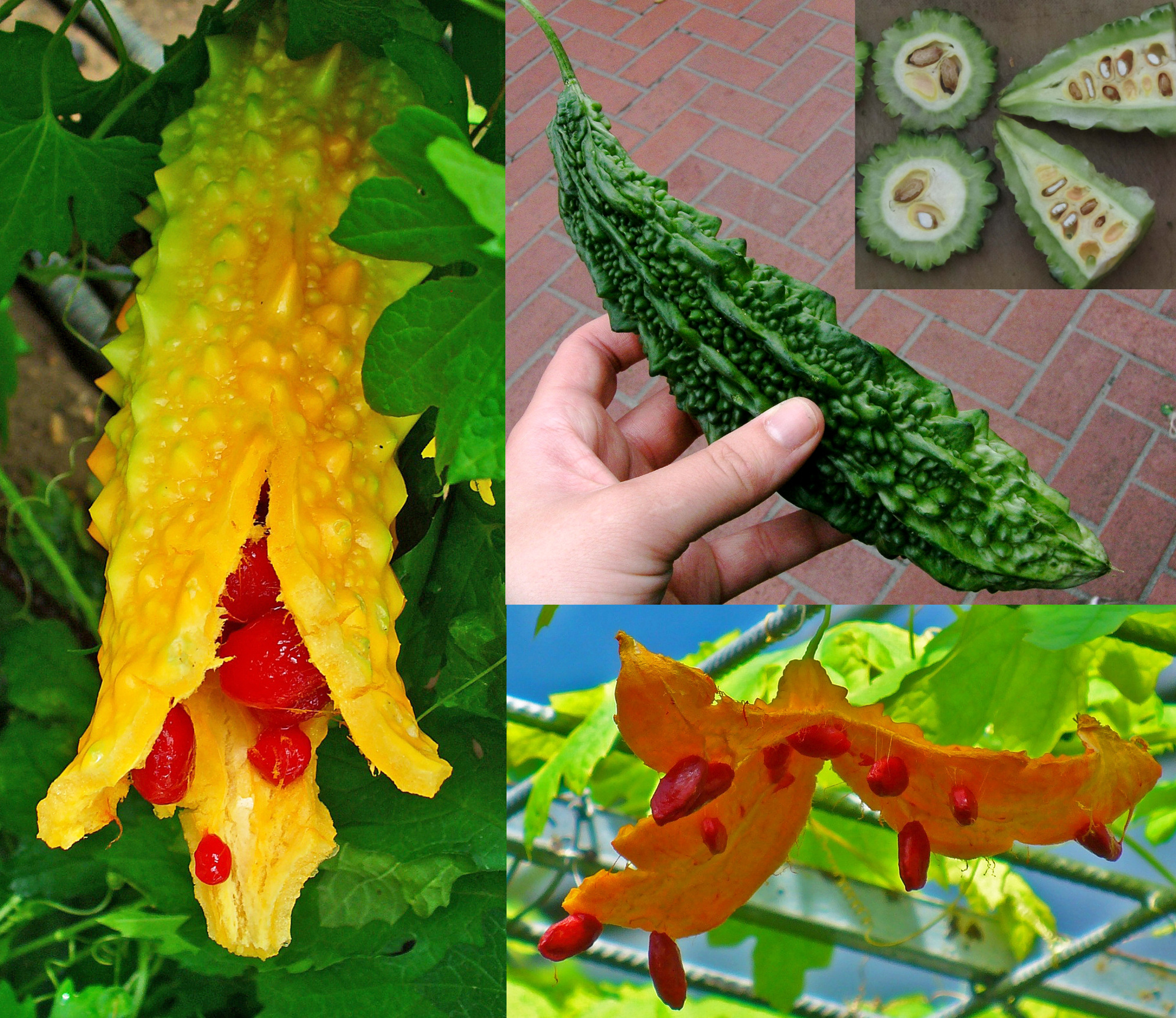
Fruto totalmente maduro con los arilos rojos, fruto verde entero y secciones.
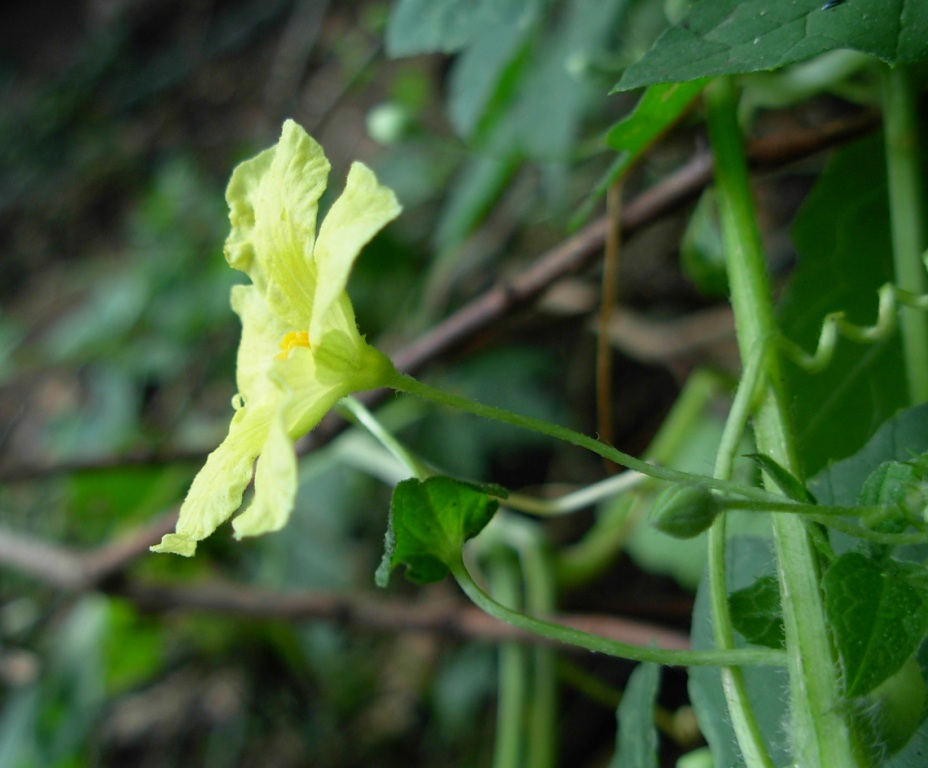
Flor masculina.
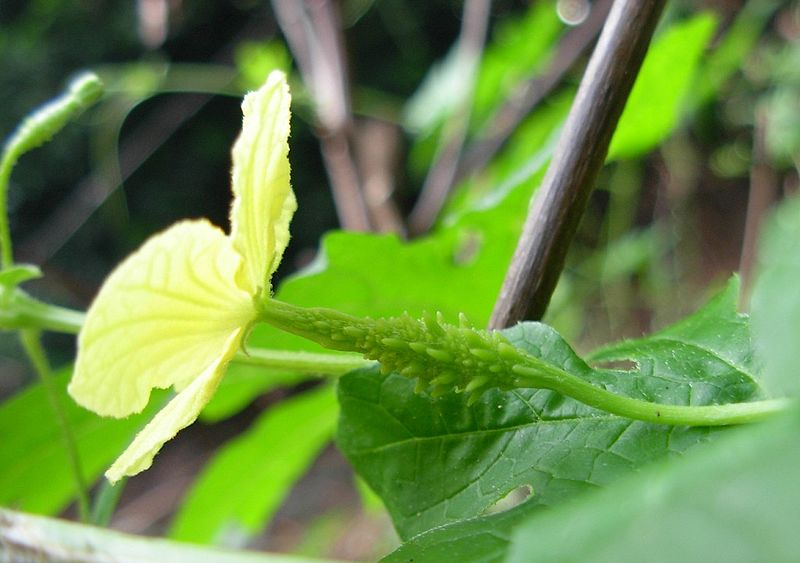
Flor femenina con fruto en formación.
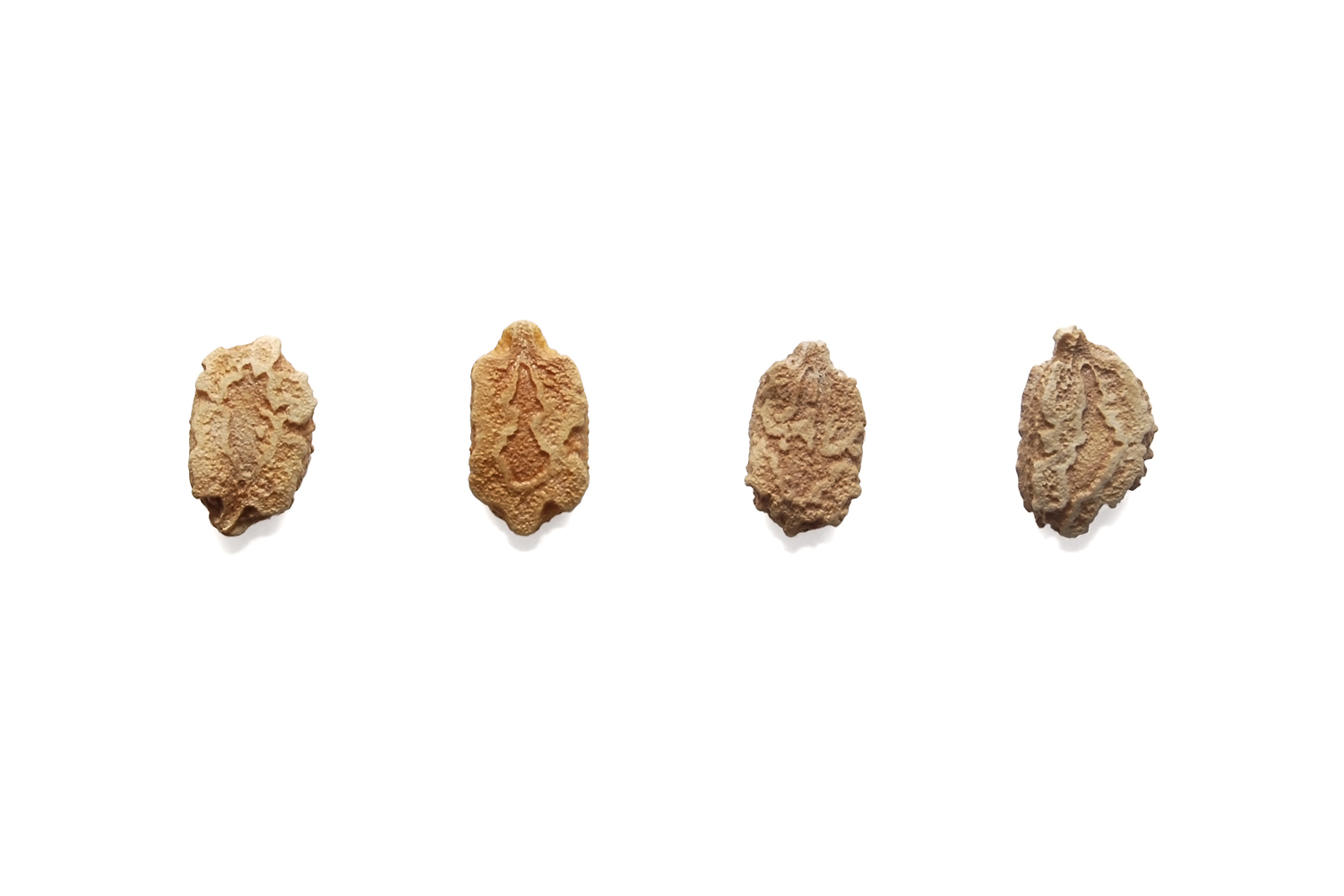
Semillas maduras.

## Taxonomía
Momordica charantia fue descrita por Carlos Linneo y publicado en Species Plantarum 2: 1009. 1753.
Sinonimia
- Cucumis argyi H.Lév.
- Cucumis intermedius M.Roem.
- Momordica chinensis Spreng.
- Momordica elegans Salisb.
- Momordica indica L.
- Momordica muricata Willd.
- Momordica operculata Vell.
- Momordica chinensis Spreng.
- Sicyos fauriei H. Lév.[6]